# Vidăcut
Vidăcut (węg. Hidegkút) – wieś w Rumunii, w okręgu Harghita, w gminie Săcel. W 2011 roku liczyła 325 mieszkańców.